# Kalagaun (Achham)
Pour les articles homonymes, voir Kalagaun.
Kalagaun (en népalais : कालागाउँ) est un comité de développement villageois du Népal situé dans le district d'Achham. Au recensement de 2011, il comptait 2 708 habitants.